# Thomas Rupprath
Thomas Rupprath (Neuss, 16 maart 1977) is een voormalig internationaal topzwemmer uit Duitsland, die op zijn zevende begon met zwemmen en zich specialiseerde op de rug- en vlinderslag. Rupprath zette verscheidene wereldrecords op deze onderdelen en werd op de kortebaan meerdere malen wereld- en Europees kampioen.
In de aanloop naar de Olympische Spelen van 2004 in Athene werd de kortebaanspecialist gezien als een van de kanshebbers op de 100 meter vlinderslag. Hij greep echter net naast de medailles; hij werd vierde. Met de Duitse estafetteploeg op de 4x100 meter wisselslag eindigde hij als tweede achter Verenigde Staten in een Europees record: 3.33,62.
Ook tijdens de EK kortebaan 2005 timmerde Rupprath weer aan de weg. Op de 50 meter rugslag wist hij de gouden medaille in de wacht te slepen na een tijd van 23,57. Ook op de 100 meter vlinderslag kaapte hij de Europese titel weg voor de concurrentie, zijn tijd van 50,55 was voldoende. Tot slot was er nog een bronzen medaille op de 100 meter rugslag, waar hij László Cseh  en Arkadi Vjatsjanin voor moest laten gaan.